# Ferrari 312T

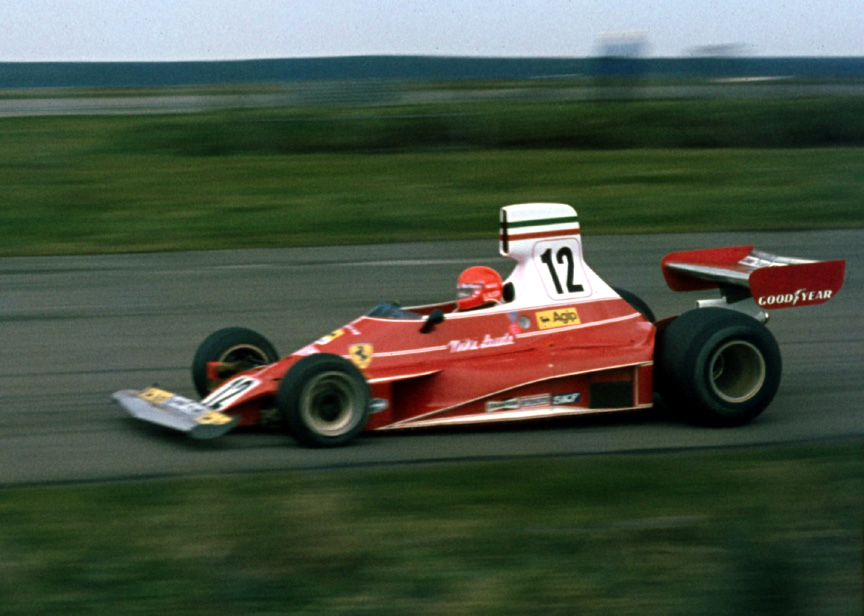
Niki Lauda en Gran Bretaña 1975, con la primera versión de este monoplaza.

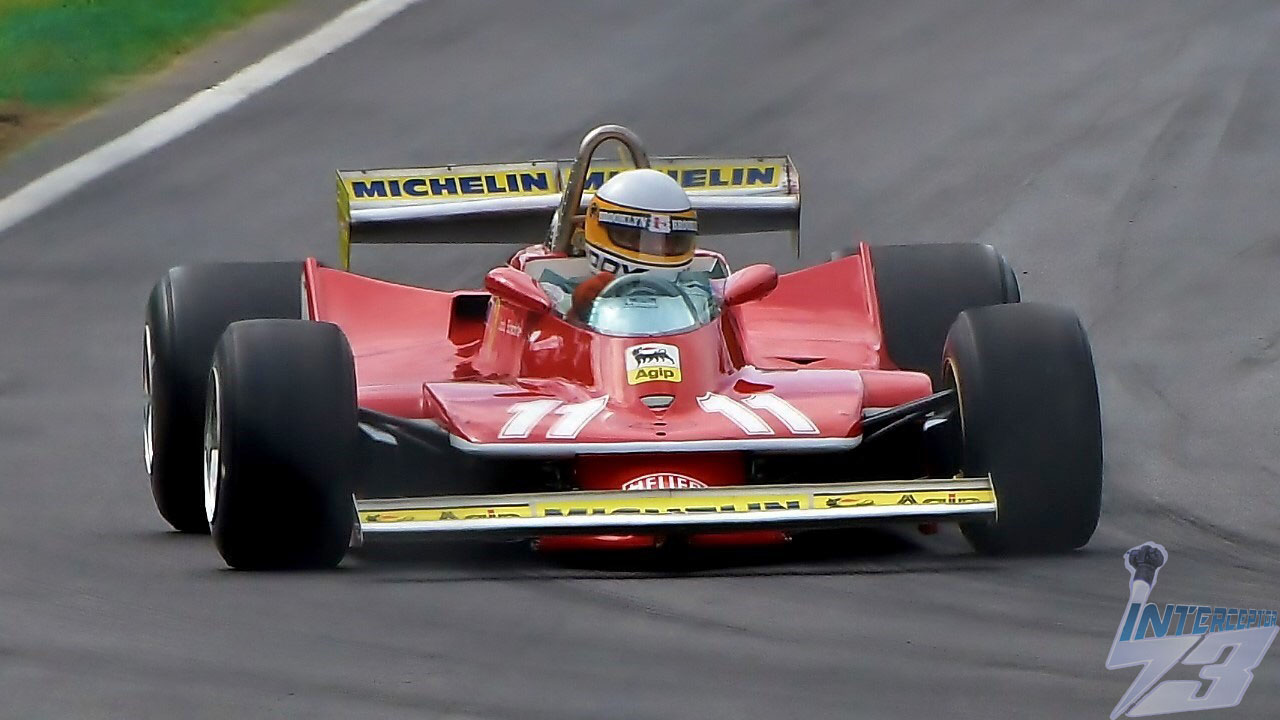
Jody Scheckter exhibiendo su 312T4 previo al Gran Premio de Italia de 2019.

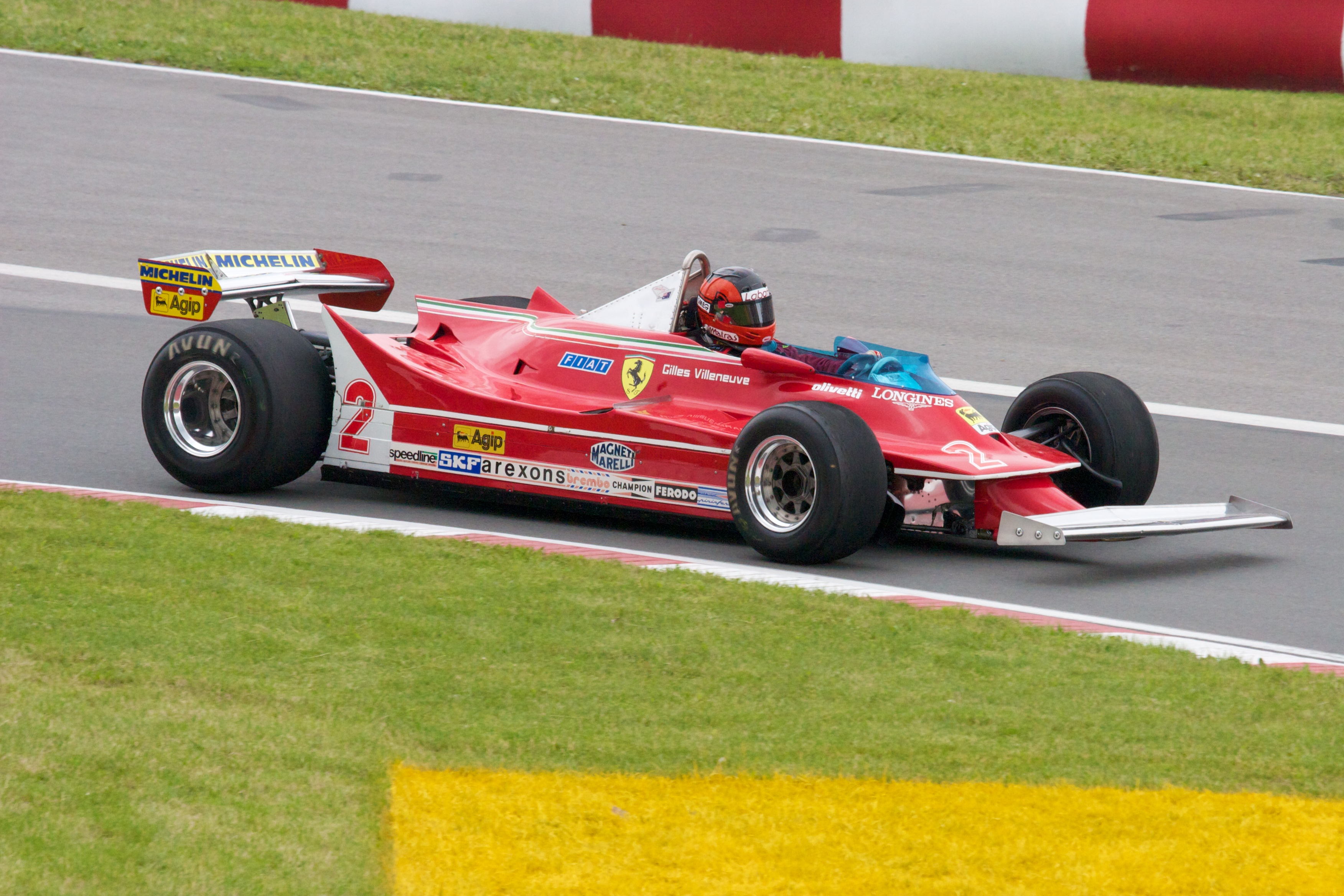
Ferrari 312T5, utilizado por Gilles Villeneuve en la temporada 1980.

El Ferrari 312T, también 312T2, 312T2B, 312T3, 312T4 y 312T5, fue un monoplaza de Fórmula 1 diseñado por el ingeniero Mauro Forghieri de Ferrari. Tuvo su debut en el Gran Premio de Sudáfrica de 1975 y su última carrera fue el de Estados Unidos de 1980. Participó en un total de 90 carreras, ganó 27 en 61 podios y logró 19 pole positions y 25 vueltas rápidas.
Con este monoplaza, en diferentes versiones, Ferrari triunfó en los Campeonatos de Constructores de 1975, 1976, 1977 y 1979, Niki Lauda en el Campeonato de Pilotos de 1975 y 1977, y Jody Scheckter en el de 1979. Clay Regazzoni, Carlos Reutemann y Gilles Villeneuve fueron los otros tres pilotos que condujeron este vehículo, todos logrando más de una victoria cada uno.
Luego de cuatro temporadas exitosas para el equipo, en 1980 se presentó el 312T5. Solo sumó 8 puntos, siendo el peor resultado de Ferrari en la historia del Campeonato de Constructores: 10.º. Para 1981, fue remplazado por el Ferrari 126C de motor turbo.
El monoplaza estaba impulsado por un motor bóxer de 3 litros y 12 cilindros  con una potencia de alrededor de 500 CV. La configuración de cilindros opuestos permitía que el vehículo tuviera un centro de gravedad más bajo, dándole mayor estabilidad en las curvas. La denominación del vehículo se debe a su cilindrada (3), número de cilindros (12) y el hecho que su caja tuviera una disposición transversal (T) con respecto al eje del motor.

## Resultados

### Fórmula 1
(Clave) (negrita indica pole position) (cursiva indica vuelta rápida)

| Año     | Chasis | Motor       | Neu. | N.º   | Pilotos           | 1   | 2   | 3   | 4   | 5   | 6   | 7   | 8   | 9   | 10  | 11  | 12  | 13  | 14  | 15  | 16  | 17  | Puntos  | Pos. |
| ------- | ------ | ----------- | ---- | ----- | ----------------- | --- | --- | --- | --- | --- | --- | --- | --- | --- | --- | --- | --- | --- | --- | --- | --- | --- | ------- | ---- |
| 1975    | 312T   | 015 3.0 F12 | G    |       |                   | ARG | BRA | RSA | ESP | MON | BEL | SWE | NED | FRA | GBR | GER | AUT | ITA | USA |     |     |     | 72.5*   | 1.º  |
| 1975    | 312T   | 015 3.0 F12 | G    | 11    | Clay Regazzoni    |     |     | 16  | NC  | Ret | 5   | 3   | 3   | Ret | 13  | Ret | 7   | 1   | Ret |     |     |     | 72.5*   | 1.º  |
| 1975    | 312T   | 015 3.0 F12 | G    | 12    | Niki Lauda        |     |     | 5   | Ret | 1   | 1   | 1   | 2   | 1   | 8   | 3   | 6   | 3   | 1   |     |     |     | 72.5*   | 1.º  |
| 1976    | 312T   | 015 3.0 F12 | G    |       |                   | BRA | RSA | USW | ESP | BEL | MON | SWE | FRA | GBR | GER | AUT | NED | ITA | CAN | USA | JPN |     | 83      | 1.º  |
| 1976    | 312T   | 015 3.0 F12 | G    | 1     | Niki Lauda        | 1   | 1   | 2   |     |     |     |     |     |     |     |     |     |     |     |     |     |     | 83      | 1.º  |
| 1976    | 312T   | 015 3.0 F12 | G    | 2     | Clay Regazzoni    | 7   | Ret | 1   |     |     |     |     |     |     |     |     |     |     |     |     |     |     | 83      | 1.º  |
| 1976    | 312T2  | 015 3.0 F12 | G    | 1     | Niki Lauda        |     |     |     | 2   | 1   | 1   | 3   | Ret | 1   | Ret | INJ |     | 4   | 8   | 3   | Ret |     | 83      | 1.º  |
| 1976    | 312T2  | 015 3.0 F12 | G    | 2     | Clay Regazzoni    |     |     |     | 11  | 2   | 14  | 6   | Ret | DSQ | 9   | DNP | 2   | 2   | 6   | 7   | 5   |     | 83      | 1.º  |
| 1976    | 312T2  | 015 3.0 F12 | G    | 35    | Carlos Reutemann  |     |     |     |     |     |     |     |     |     |     |     |     | 9   |     | DNP |     |     | 83      | 1.º  |
| 1977    | 312T2B | 015 3.0 F12 | G    |       |                   | ARG | BRA | RSA | USW | ESP | MON | BEL | SWE | FRA | GBR | GER | AUT | NED | ITA | USA | CAN | JPN | 95 (97) | 1.º  |
| 1977    | 312T2B | 015 3.0 F12 | G    | 11    | Niki Lauda        | Ret | 3   | 1   | 2   | DNS | 2   | 2   | Ret | 5   | 2   | 1   | 2   | 1   | 2   | 4   | DNP |     | 95 (97) | 1.º  |
| 1977    | 312T2B | 015 3.0 F12 | G    | 12    | Carlos Reutemann  | 3   | 1   | 8   | Ret | 2   | 3   | Ret | 3   | 6   | 15  | 4   | 4   | 6   | Ret | 6   | Ret | 2   | 95 (97) | 1.º  |
| 1977    | 312T2B | 015 3.0 F12 | G    | 11 21 | Gilles Villeneuve |     |     |     |     |     |     |     |     |     |     |     |     |     |     |     | 12  | Ret | 95 (97) | 1.º  |
| 1978    | 312T2B | 015 3.0 F12 | M    |       |                   | ARG | BRA | RSA | USW | MON | BEL | ESP | SWE | FRA | GBR | GER | AUT | NED | ITA | USA | CAN |     | 58      | 2.º  |
| 1978    | 312T2B | 015 3.0 F12 | M    | 11    | Carlos Reutemann  | 7   | 1   |     |     |     |     |     |     |     |     |     |     |     |     |     |     |     | 58      | 2.º  |
| 1978    | 312T2B | 015 3.0 F12 | M    | 12    | Gilles Villeneuve | 8   | Ret |     |     |     |     |     |     |     |     |     |     |     |     |     |     |     | 58      | 2.º  |
| 1978    | 312T3  | 015 3.0 F12 | M    | 11    | Carlos Reutemann  |     |     | Ret | 1   | 8   | 3   | Ret | 10  | 18  | 1   | Ret | DSQ | 7   | 3   | 1   | 3   |     | 58      | 2.º  |
| 1978    | 312T3  | 015 3.0 F12 | M    | 12    | Gilles Villeneuve |     |     | Ret | Ret | Ret | 4   | 10  | 9   | 12  | Ret | 8   | 3   | 6   | 7   | Ret | 1   |     | 58      | 2.º  |
| 1979    | 312T3  | 015 3.0 F12 | M    |       |                   | ARG | BRA | RSA | USW | ESP | BEL | MON | FRA | GBR | GER | AUT | NED | ITA | CAN | USA |     |     | 113     | 1.º  |
| 1979    | 312T3  | 015 3.0 F12 | M    | 11    | Jody Scheckter    | Ret | 6   |     |     |     |     |     |     |     |     |     |     |     |     |     |     |     | 113     | 1.º  |
| 1979    | 312T3  | 015 3.0 F12 | M    | 12    | Gilles Villeneuve | Ret | 5   |     |     |     |     |     |     |     |     |     |     |     |     |     |     |     | 113     | 1.º  |
| 1979    | 312T4  | 015 3.0 F12 | M    | 11    | Jody Scheckter    |     |     | 2   | 2   | 4   | 1   | 1   | 7   | 5   | 4   | 4   | 2   | 1   | 4   | Ret |     |     | 113     | 1.º  |
| 1979    | 312T4  | 015 3.0 F12 | M    | 12    | Gilles Villeneuve |     |     | 1   | 1   | 7   | 7   | Ret | 2   | 14  | 8   | 2   | Ret | 2   | 2   | 1   |     |     | 113     | 1.º  |
| 1980    | 312T5  | 015 3.0 F12 | M    |       |                   | ARG | BRA | RSA | USW | BEL | MON | FRA | GBR | GER | AUT | NED | ITA | CAN | USA |     |     |     | 8       | 10.º |
| 1980    | 312T5  | 015 3.0 F12 | M    | 1     | Jody Scheckter    | Ret | Ret | Ret | 5   | 8   | Ret | 12  | 10  | 13  | 13  | 9   | 8   | DNQ | 11  |     |     |     | 8       | 10.º |
| 1980    | 312T5  | 015 3.0 F12 | M    | 2     | Gilles Villeneuve | Ret | 16  | Ret | Ret | 6   | 5   | 8   | Ret | 6   | 8   | 7   | Ret | 5   | Ret |     |     |     | 8       | 10.º |
| Fuente: |        |             |      |       |                   |     |     |     |     |     |     |     |     |     |     |     |     |     |     |     |     |     |         |      |

- * Incluye puntos obtenidos por el Ferrari 312B3.